# Darksteel
Darksteel – dodatek do kolekcjonerskiej gry karcianej Magic: The Gathering. Został wydany w lutym 2004 roku, zawiera 165 kart. Symbolem tego rozszerzenia jest uproszczony rysunek tarczy, znajdującej się na tej karcie: Shield of Kaldra.
Darksteel wprowadził do gry niezwykle skuteczny artefakt, pozwalający na dociągnięcie wielu kart z talii: Skullclamp. Karta ta  cieszyła się nadmiernym powodzeniem wśród graczy, wskutek czego granie nią na turniejach zostało zabronione. Był to pierwszy taki przypadek od czasu wydania dodatku Mercadian Masques w którym zakazano gry kartą Port.

## Historia dodatku
Darksteel był pierwszym "małym" dodatkiem który zawierał 165 kart, podczas gdy pozostałe małe rozszerzenia miały ich tylko 143, (wyjątek stanowił dodatek Legions, który zawierał 145 kart z powodu potrzeby zachowania równowagi pomiędzy pięcioma kolorami.)

## Fabuła powieści
The Darksteel Eye jest drugą książką z cyklu Mirrodin, napisaną przez Jess Lebow. Opowiada ona dalsze przygody elfki Glissy, rozgrywające się po zinfiltrowaniu przez nią Synodu, oraz odzyskaniu całej pamięci golema Bosha. Podróżują wspólnie w poszukiwaniu mocy znajdującej się w centrum Mirrodinu.

## Wprowadzone Mechaniki
Darksteel wprowadził następujące mechaniki do gry:
- Indestructible - Zdolność czyniąca obiekty (permanenty) w grze niezniszczalnymi. Obiekty z tą zdolnością nie podlegają efektom niszczącym (destroy effects) oraz obrażeniom śmiertelnym. Mechanika ta, chociaż wprowadzona w małym rozszerzeniu, stała się powszechnie stosowaną w późniejszych dodatkach; zazwyczaj nowe mechaniki wprowadzane w małych rozszerzeniach nie są już później wykorzystywane. W Darksteelu, niezniszczalność posiadają jedynie artefakty. Zgodnie z realiami tego świata, większość z niezniszczalnych artefaktów jest zrobiona z metalu o nazwie darksteel. Materiał ten można zauważyć również w ilustracjach kart, gdzie jest przedstawiony jako ciemno szary metal z żółtymi cząstkami energii wirującymi wokół.
- Modular - Nazwa zdolności stworów-artefaktów, stwory te wchodzą do gry z pewną liczbą znaczników +1/+1; w momencie gdy ulegają zniszczeniu, mogą je przełożyć na innego artefaktycznego stwora.
- Charge counters - Jeden z głównych motywów bloku; niektóre z artefaktów w Darksteelu można było "ładować" znacznikami, które później gracze mogli zużywać dla konkretnych efektów. Jedną z ważniejszych kart używających tej zdolności jest Darksteel Reactor, który po naładowaniu zapewnia zwycięstwo.